# Oxgrundet
Oxgrundet is een zandbank behorend tot de Lule-archipel. De zandbank ligt ten noordwesten van Hindersön, is langwerpig, heeft geen oeververbinding en er is geen bebouwing. 
De Lule-archipel ligt in het noorden van de Botnische Golf en hoort bij Zweden.